# En ballad om Frans G. Bengtssons spelmän

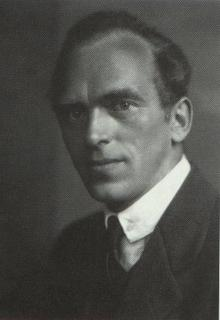
Frans G. Bengtsson på 1940-talet.

En ballad om Frans G. Bengtssons spelmän är en sång av Evert Taube publicerad i sångsamlingen Ballader i det blå 1948. 

## Bakgrund
Taube skrev sången som en hyllning till diktarkollegan Frans G. Bengtsson som han beundrade mycket. Bakgrunden är Bengtssons dikt En ballad om franske kungens spelmän som ingick i dennes debutsamling Tärningkast (1923) och som blev populär, framför allt genom Per Martin Hambergs tonsättning publicerad 1939. Taube kallar sin visa en parafras.
Frans G. Bengtsson var född i Skåne 1894 och Taube 1890 i Göteborg. Bengtsson var den spränglärde akademikern som i sin vänkrets i Lund räknade in kulturpersonligheter som Hjalmar Gullberg, Sigfrid Lindström, Ivar Harrie, Bengt Hjelmqvist och Karl Ragnar Gierow, medan Taube var den borne bohemen och världsmedborgaren. Upprinnelsen till Balladen om franske kungens spelmän lär ha varit en utmaning att i en dikt infoga ordet ”transubstantiera”.

Åren efter andra världskriget blev Taubes ställning som diktare allt starkare och han blev fullständigt etablerad. Det slutliga beviset kom då han på sin 60-årsdag 1950 av Svenska Akademien tilldelades Bellmanpriset. Få poeter torde ändå ha stått längre från varandra än Bengtsson och Taube.

### Visakademi
Taube arbetade under slutet av 1940-talet med utgivningen av antologin Svenska ballader och visor som publicerades 1948. Arbetet med boken var också Taubes inspiration och drivkraft i arbetet med att grunda en visakademi. Taube skrev i ett brev samma år till Lillebror Söderlundh att ”Svenska Visans Akademi för Forskning Diktning och Tonsättning i Folkvisans anda kan bildas nu”.
Till ledamöter av akademien föreslog Taube Lille Bror Söderlundh, Erik Blomberg, Rune Lindström, Curt Berg, Bertil Bull Hedlund, Sten Broman, Julius Rabe, Kurt Jungstedt, Sverker Ek, Nils B. Söderström, Bror Hjort, Harry Martinson, Gunnar Ekelöf, Gabriel Jönsson och sig själv. Listan omarbetades flera gånger och i ett senare förslag till ledamöter fanns också Frans G. Bengtsson med. Efter flera fåfänga försök att sammankalla de tilltänkta akademiledamöterna rann planerna på akademien ut i sanden.

## Texten
Bengtssons ballad är på ett självparodiskt sätt fylld av lärdom om fransk medeltidshistoria, och Taube gör parodi av parodin genom att bland annat använda rim på 'Simrishamn' och 'Folkets park'.
Taubes originalmanuskript är handskrivet 1948 på brevpapper från pensionatet "Riviera Baden" i Båstad och inleds:
"Parafras
diktad i ett anfall av spratt och dedicerad
till originalskalden själv,
balladierernas furste, barbarers
och brokiga buckanjärers biograf
babelslegendens berättare, Kvinnans
och skönhetens apostel hos hyper-
boréerna, Doktor Bengtsson
av Evert Taube"
| Bengtsson | Taube |
| --- | --- |
| Vi ha kommit från Burgund och från Guienne, från Brabant och från det gröna Normandie. Vi har aldrig sett de länderna igen, sen vi trummade för kungens kompani. | Vi ha kommit från Skanör och Simrishamn, Korpilombolo och Kiruna i norr, våra lutor och guitarrer bär ditt namn: "Frans G. Bengtsson" med förgyllda stäv och knorr. |

De första takterna av Hambergs tonsättning av Bengtssons text.

De första takterna av Taubes ballad.